# Гёвсан (мыс)
Мыс Гёвсан (Говсан; азерб. Hövsan burnu) — мыс на востоке Азербайджана, в Сураханском районе города Баку. Расположен в южной части Апшеронского полуострова на берегу Каспийского моря.

## География
Гёвсан представляет собой невысокий песчаный мыс, к востоку от которого имеется ещё несколько небольших мысов, выступающих в море. От мыса Гёвсан на запад-северо-запад тянется узкая и низкая каменистая коса, у оконечности которой расположены надводные и подводные камни. Между этой косой и берегом образована небольшая бухта, в которую могут входить катера с осадкой до 1 м. К востоку от мыса расположен Бакинский морской рыбный порт.
У мыса Гёвсан преобладают известняковые и песчаниковые породы. Глубина моря в районе мыса больше чем в окрестностях.
К северу от мыса расположен посёлок Говсан.

## Этимология
Ороним происходит от названия одноимённого населённого пункта. Местные жители и ряд письменных источников утверждают, что первоначально селение называлось Говузан (Ховузан), и что данный ойконим является производным от слова «hovuz» — хранилище воды, искусственный бассейн, но «Энциклопедический словарь топонимов Азербайджана» считает, что название произошло от слова «hövzə» — водоём, водосборный бассейн.